# Abram Onkgopotse Tiro
Abram Ramothibi Onkgopotse Tiro (* 9. November 1947 in Dinokana bei Zeerust; † 1. Februar 1974 in Kgale (Khale), Botswana) war ein führender Aktivist des Black Consciousness Movement (BCM) in Südafrika. Er wurde als einer der ersten Anti-Apartheid-Aktivisten von Agenten des südafrikanischen Geheimdienstes ermordet.

## Leben
Abram Onkgopotse Tiro wurde in dem Dorf Dinokana geboren. Über seinen Vater Nkokwe Peter Tiro ist wenig bekannt, seine Mutter Moleseng Anna Tiro arbeitete als Haushaltshilfe in Johannesburg. Er hatte zwei Brüder und eine Schwester. Ab 1951 besuchte er die Ikalafeng Primary School. Von der Naledi High School in Soweto wurde er wegen eines Passvergehens verwiesen; fortan besuchte er die Barolong High School in Mafikeng, wo er sein Matric bestand.
Tiro begann ein geisteswissenschaftliches Studium an der University of the North auf dem Turfloop Campus. 1972 wurde er zum Präsidenten des Students’ Representative Council gewählt. Er hielt bei der Entlassungsfeier am 29. April 1972 eine Rede, die seither als Turfloop Testimony bekannt ist. Darin geißelte er die Bantu Education scharf. Als Folge der Rede wurde er zwangsexmatrikuliert. Im Mai und Juni 1972 gab es an zahlreichen südafrikanischen Universitäten Solidaritätsstreiks für Tiro, meist von schwarzen Studenten.
1972 nahm Tiro am Kongress des Southern African Students Movement (SASM) in Lesotho teil, dem internationalen Arm von SASO. Er schloss sich 1973 dem Black Consciousness Movement an. 1973 wurde er permanent organiser der South African Students’ Organisation (SASO), nachdem dessen Führungsspitze gebannt worden war. Im selben Jahr wurde er zum Präsidenten des SASM gewählt. Nach anderen Angaben steht SASM für South African Students’ Movement, das sich analog zur SASO an südafrikanische Schüler richtete.
Tiro wurde 1973 auf Initiative des dortigen Schulleiters Geschichtslehrer an der Morris Isaacson High School in Central Western Jabavu in Soweto. Er beeinflusste die Schüler im Sinne des BCM, darunter Tsietsi Mashinini, der im Jahr 1976 maßgeblich am Aufstand in Soweto beteiligt war. Nach sechs Monaten musste er auf Druck der Behörden die Schule verlassen. Anschließend besuchte Tiro als Präsident des SASM die Nachbarländer Lesotho, Botswana und Swasiland. Zu seinen wichtigsten Thesen gehörte die Forderung nach Landbesitz für die Schwarzen.
Ende 1973 floh er nach Botswana, wo er in der katholischen Missionsstation Khale lebte und weiter als SASM-Präsident wirkte. Unter anderem knüpfte er Kontakte zur Palästinensischen Befreiungsorganisation (PLO). Er starb am 1. Februar 1974 in Khale durch eine Paketbombe, die ihm von einem südafrikanischen Agenten im Namen des von Craig Williamson unterwanderten International University Exchange Fund ausgehändigt worden war. Später wurde bekannt, dass die Ermordung Tiros vom geheim operierenden Z-squad, einer Abteilung des South African Bureau for State Security (BOSS), ausgegangen war.

## Nachwirkungen
Die südafrikanische Wahrheits- und Versöhnungskommission erwähnte Tiros Ermordung, eine Untersuchung führte sie jedoch nicht durch. Seine Leiche wurde 1998 in Botswana exhumiert und am 22. März desselben Jahres in Dinokana bestattet.
1999 wurde ihm postum von der südafrikanischen Regierung der Order for Meritorious Service in Gold verliehen.